# Buffalo Gap (South Dakota)

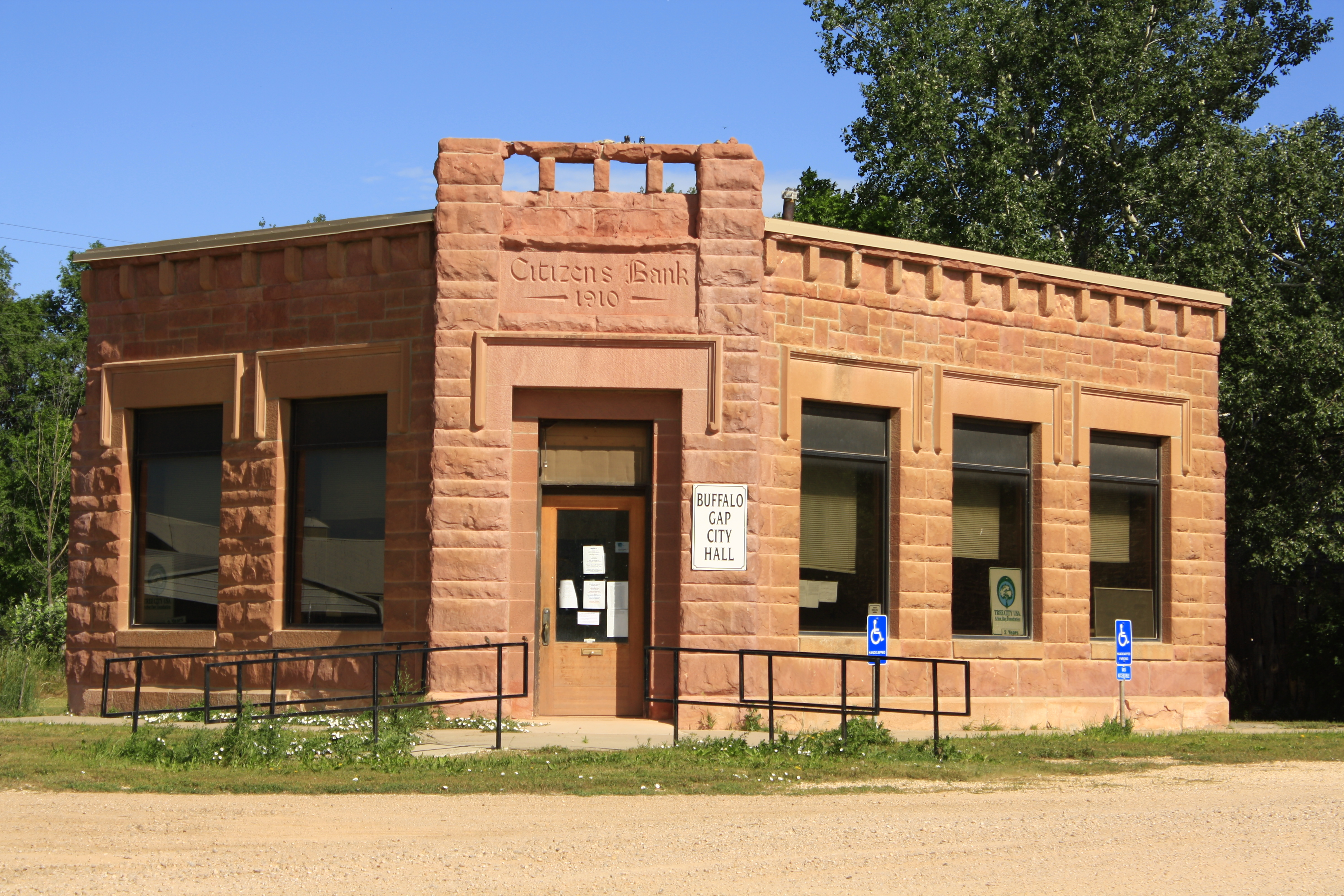
Stadhuis van Buffalo Gap

Buffalo Gap is een plaats (town) in de Amerikaanse staat South Dakota, en valt bestuurlijk gezien onder Custer County.

## Demografie
Bij de volkstelling in 2000 werd het aantal inwoners vastgesteld op 164.
In 2006 is het aantal inwoners door het United States Census Bureau geschat op 161, een daling van 3 (-1,8%).

## Geografie
Volgens het United States Census Bureau beslaat de plaats een oppervlakte van
0,5 km², geheel bestaande uit land. Buffalo Gap ligt op ongeveer 994 m boven zeeniveau.

## Plaatsen in de nabije omgeving
De onderstaande figuur toont nabijgelegen plaatsen in een straal van 36 km rond Buffalo Gap.